# Chrysonotomyia younusi
Chrysonotomyia younusi is een vliesvleugelig insect uit de familie Eulophidae. De wetenschappelijke naam is voor het eerst geldig gepubliceerd in 2005 door Hayat & Perveen.